# Hayesbos
Het Hayesbos is een bos dat gelegen is ten zuiden van de tot de Oost-Vlaamse gemeente Brakel behorende plaats Nederbrakel. Het maakt deel uit van de Everbeekse bossen en wordt beheerd als natuurreservaat door Natuurpunt. Het is Europees beschermd als onderdeel van Natura 2000-gebied Bossen van de Vlaamse Ardennen en andere Zuid-Vlaamse bossen.
De naam Hayesbos verwijst naar het woord Haie wat 'haag' of 'grens' betekent.
Het bos ligt op de grens met het Waalse gewest waar het zich als Livierenbos voortzet. Het Hayesbos ligt op de noordflank van een reeks getuigenheuvels in de Vlaamse Ardennen. In het Livierenbos ontspringt de Verrebeek die ook in het Hayesbos nog gevoed wordt door tal van bronbeken. Deze stroomt in noordelijke richting en vloeit ten zuiden van Nederbrakel, bij het bedrijventerrein, samen met de Dorenbosbeek om aldus de Zwalm te vormen.

## Flora en fauna
Het Hayesbos is een oud bos en is wellicht een restant van het vroegmiddeleeuwse Kolenbranderswoud. Wel werden in de 2e helft van de 19e eeuw ook veel beuken aangeplant. De bosbodem kent soorten als: bosviooltje, boszegge, daslook, dubbelloof, eenbes, eenbloemig parelgras, heelkruid, mispel, tweestijlige meidoorn, paarbladig goudveil, muurhavikskruid, wilde hyacint en slanke zegge, gewone dotterbloem, slanke sleutelbloem, bosbies en kleine maagdenpalm. Ook bronbossoorten als: hangende zegge, bittere veldkers en reuzenpaardenstaart zijn er te vinden en het bos wordt dan ook als floristisch zeer waardevol gekenmerkt.
Tot de dierenwereld behoort onder meer: ree, vuursalamander, beekprik, rivierdonderpad en beekforel.